# 6654 Luleå
För andra betydelser, se Luleå (olika betydelser).
6654 Luleå eller 1992 DT6 är en asteroid i huvudbältet som upptäcktes den 29 februari 1992 i samband med projektet UESAC. Den fick den preliminära beteckningen 1992 DT6 och  namngavs senare efter den svenska staden Luleå. Den tillhör asteroidgruppen Hygiea.
Luleås senaste periheliepassage skedde den 21 juli 2024.